# Dichanthium mccannii
Dichanthium mccannii là một loài thực vật có hoa trong họ Hòa thảo. Loài này được Blatt. mô tả khoa học đầu tiên năm 1927.